# 彼得·迈克尔
彼得·迈克尔（英語：Peter Michael，1989年5月9日—），新西兰男子轮滑、速度滑冰运动员，2017年世界单程距离速度滑冰锦标赛男子团体追逐赛银牌得主和男子5000米铜牌得主。